# 酒谷デジタルテレビ中継局
酒谷デジタルテレビ中継局（さかたにデジタルテレビちゅうけいきょく）は、宮崎県日南市にあるデジタルテレビ中継局である。

## 概要
日南市西部の国道222号沿線地域（飫肥地区・酒谷地区など）を主な放送区域としている。

## 放送設備

### 所在地
- 宮崎県日南市酒谷甲（男鈴山中腹）

### 地上デジタルテレビ放送
| ID | 放送局名      | 放送局名      | 物理チャンネル | 空中線電力 | ERP   | 放送対象地域 | 放送区域内世帯数 |
| -- | ------------- | ------------- | -------------- | ---------- | ----- | ------------ | ---------------- |
| 1  | NHK宮崎       | 総合          | 21ch           | 300mW      | 2.6W  | 宮崎県       | 4,534世帯        |
| 2  | NHK宮崎       | Eテレ         | 19ch           | 300mW      | 2.6W  | 全国         | 4,534世帯        |
| 3  | UMKテレビ宮崎 | UMKテレビ宮崎 | 27ch           | 300mW      | 670mW | 宮崎県       | 4,534世帯        |
| 6  | MRT宮崎放送   | MRT宮崎放送   | 23ch           | 300mW      | 670mW | 宮崎県       | 4,534世帯        |

#### 補足
- 2008年10月24日予備免許交付、同11月25日試験放送開始、同12月22日本放送開始[2]。
- 実効輻射電力（ERP）：NHK総合・Eテレが2.6W[3][4]、UMKテレビ宮崎・MRT宮崎放送が670mWである[5][6]。